# Семово лето
Семово лето (енгл. Summer of Sam) је амерички криминалистички трилер филм Спајка Лија из 1999. године.
Током лета 1977, убица познат као „Семов син” држи цео Њујорк на ивици лудила, низом бруталних убистава. Распуштени Вини (Џон Легвизамо) несвесно замало постаје жртва психопате, а ускоро он и бројни људи у његовом окружењу - укључујући његову жену Диону (Мира Сорвино), његовог пријатеља панк-рокера, Ричија (Адријен Броди), и амбициозна порно звезда Руби (Џенифер Еспозито) - покушавају да открију идентитет убице, пре него што буде прекасно.

## Радња
Током врелог лета 1977. у Америци, група људи, познаника који су живели у Бронксу, у Њујорку, доживела је неколико екстремних ситуација, под утицајем разних злочина, које је у окружењу починио крволочни манијак, тада на слободи и који је прозвао себе „Семов син” (Дејвид Берковиц).
Према причи, кроз описе преживелих жртава, италијанско-америчка заједница у суседству зна да је злочинац један од њих. Група малих дилера дроге који раде за газду Луиђија одлучује да посматра „осумњичене” у суседству на основу листе коју су они припремили. Посебно су сумњичави према Ричију, ентузијасти „панк” покрета и који све плаши када се појави са својом егзотичном одећом и својом ирокези фризуром. Ричи води тајни живот, плеше у неугледним ноћним клубовима како би зарадио новац и издржавао свој бенд. Ова тајна појачава сумњу мафијаша, који мисле да се придружио некој „сатанској секти”. Ричијев најбољи пријатељ је Вини, промискуитетни фризер који не може добро да живи са својом женом, несигурном и вредном Дионом. Винијева лојалност свом пријатељу је стављена на искушење када мафијаши траже његову помоћ у постављању замке и „плашењу” Ричија.